# قائمة شواطئ عنابة
تضمن ساحل ولاية عنابة عديد الشواطئ، منها 21 شاطئا مسموحا للسباحة ومنها حسب البلدية:

## بلدية عنابة
يقدر عدد الشواطئ المسموحة فيها السباحة 12 شاطئا.
1. شاطئ النصر
2. شاطئ بلفدير
3. شاطئ البطاح
4. شاطئ طوش
5. شاطئ سانكلو
6. شاطئ رزقي إبراهيم
7. شاط ريزي عمر. شاطئ الخروبة
8. شاطئ بونا بيش
9. شاطئ عين عشير
10. شاطئ جزيرة فيفي عنابة
11. شاطئ الصخرة الأولى
12. شاطئ فلاح رشيد
13. شاطئ دراوش

## بلدية البوني
- شاطئ سيدي سالم

## بلدية سرايدي
- شاطئ جنان الباي
- شاطئ واد القصب
- شاطئ عين بربر، ممنوع[2]

## بلدية شطايبي
- شاطئ شطايبي
- شاطئ الخليج الغربي
- شاطئ الرمال الذهبية

## معرض الصور

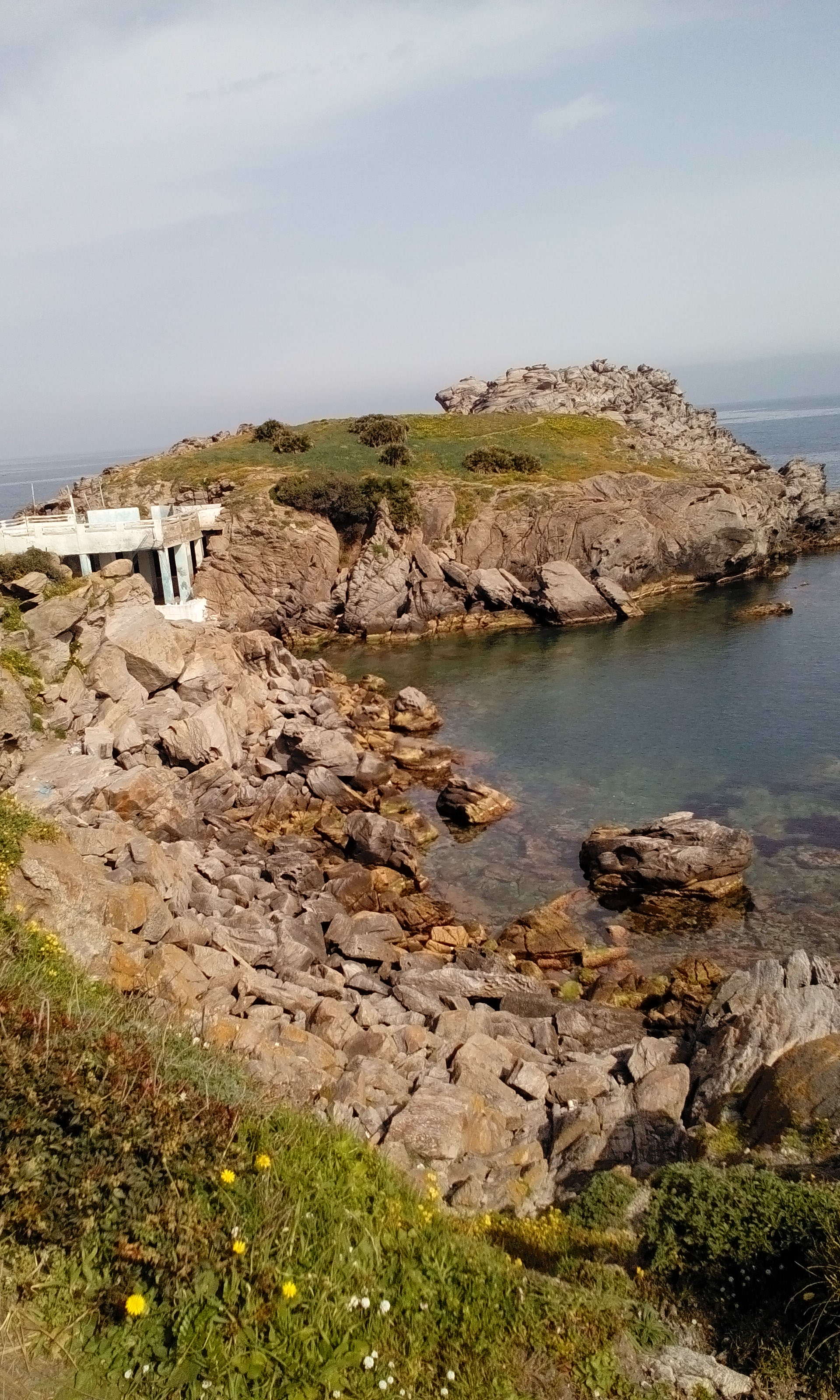
شاطئ جزيرة فيفي
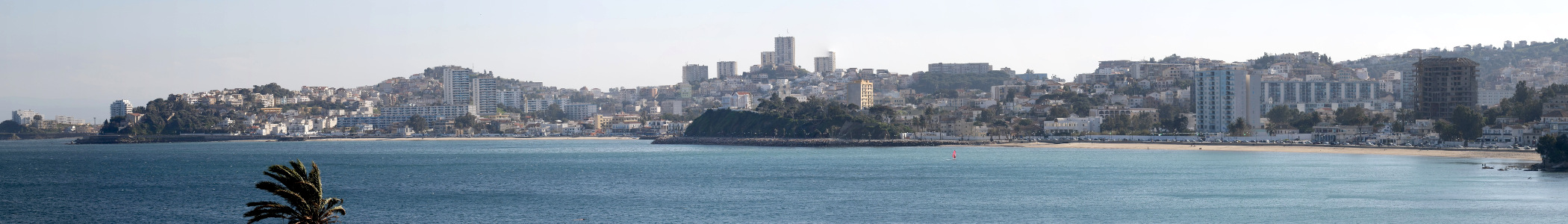
شاطئ سانكلو وريزي عمر من بعيد
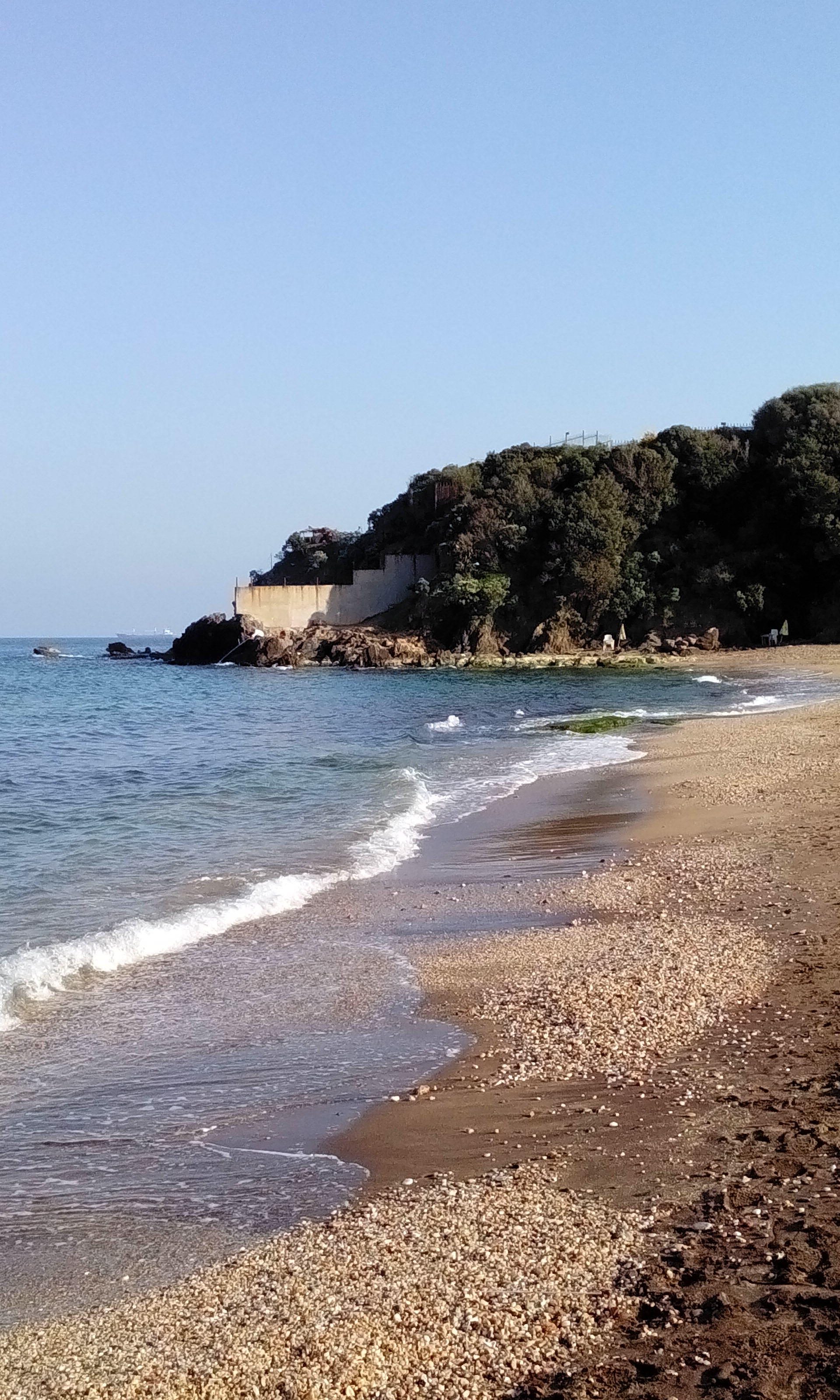
شاطئ عين عشير